# آرثر إتش ويلسون
آرثر إتش ويلسون (بالإنجليزية: Arthur H. Wilson)‏ هو ضابط أمريكي، ولد في 17 أغسطس 1881 في سبرينغفيلد في الولايات المتحدة، وتوفي في 15 ديسمبر 1953 في براونزفيل في الولايات المتحدة.